# Université Gadjah Mada
L'université Gadjah Mada (UGM) est un établissement d'enseignement supérieur indonésien situé à Yogyakarta dans le centre de l'île de Java. Elle porte le nom de Gajah Mada, le plus grand des mahapatih (premiers ministres) du royaume de Majapahit. Toutefois, la graphie "dj", antérieure à la réforme de 1972, a été conservée dans le nom de l'université.

## Histoire

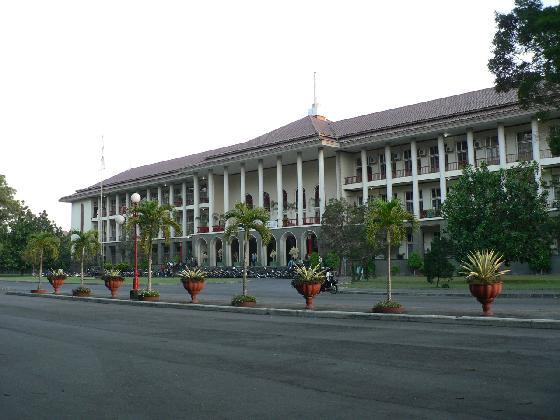
L'université Gadjah Mada.

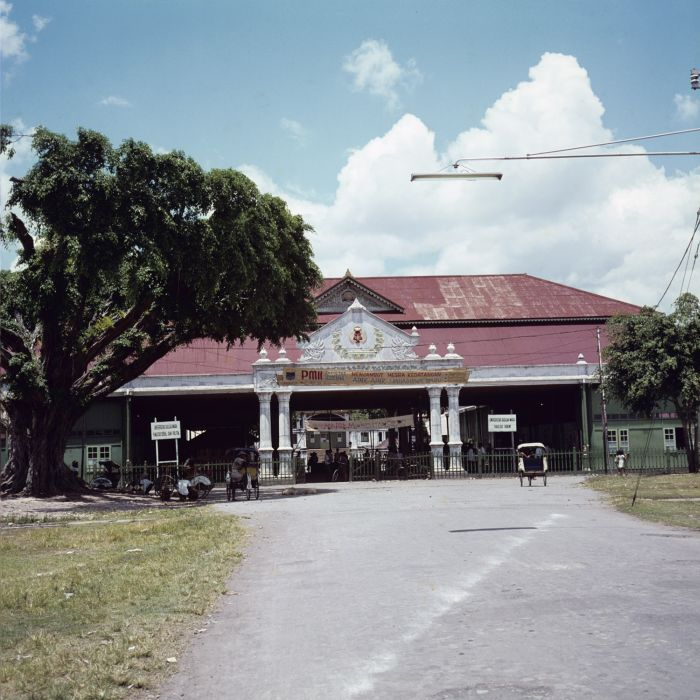
La faculté de droit, toujours installée dans le Kraton.

Gadjah Mada est la première université créée par l'Indonésie indépendante. Ses premiers locaux furent un pavillon mis à la disposition du gouvernement par le sultan de Yogyakarta, Hamengkubuwono IX.

## Personnalités liées à l'université

### Professeurs
- Walter Lee Williams